# Transports aériens intercontinentaux
Pour les articles homonymes, voir TAI.

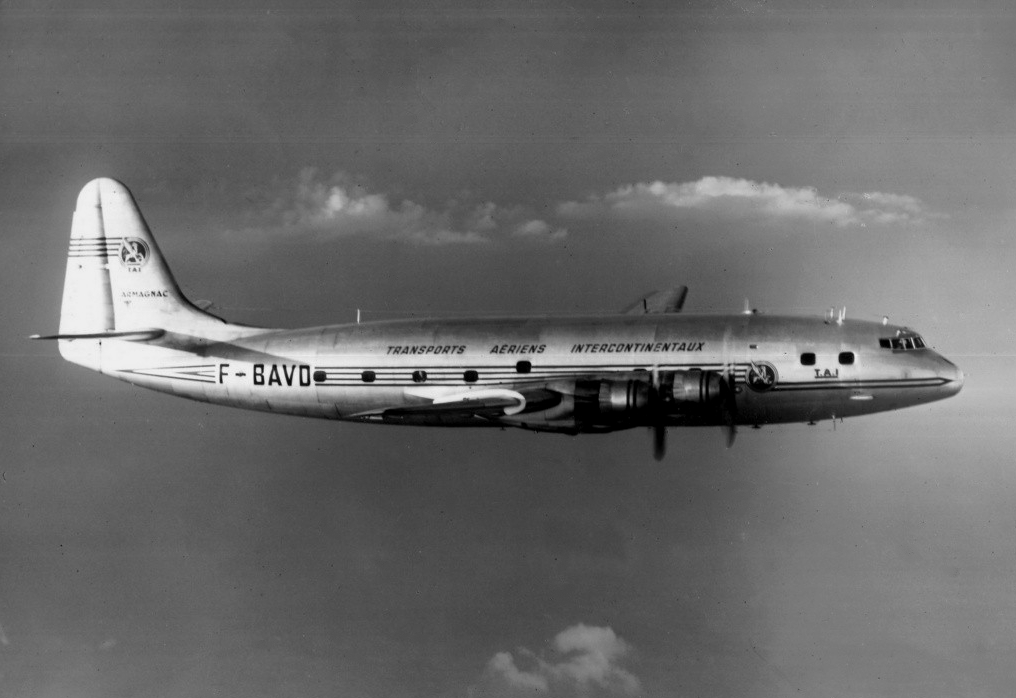
Un SNCASE SE-2010 Armagnac de TAI vers 1953

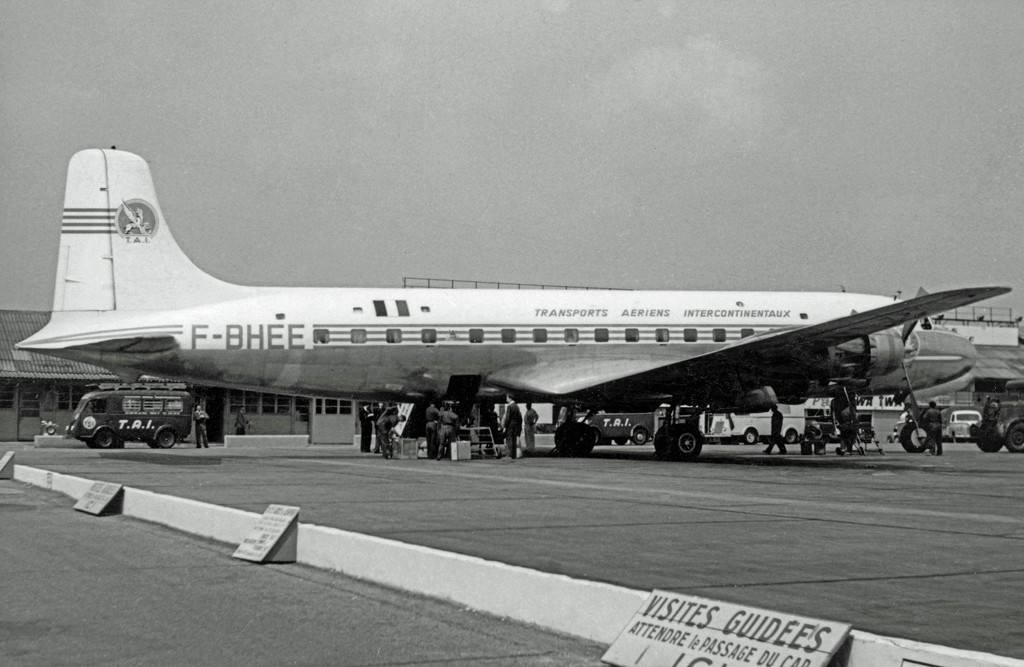
Un Douglas DC-6B de TAI sur l'aéroport d'Orly en 1957

Les Transports aériens intercontinentaux (plus connus sous le sigle TAI) étaient une ancienne compagnie aérienne française privée.

## Histoire
La TAI comme elle était communément appelée, est créée par le Colonel Paul Octave Valéry Genain,, ancien gérant de la Régie Air Afrique dès 1940, avec Paul Henri Bernard, en tant que compagnie aérienne à titre précaire et révocable, le 11 mai 1946 en société anonyme à participation ouvrière.
Une partie du personnel venaient d'ailleurs de la compagnie Air Afrique anciennement dirigée par le colonel Genain, notamment le chef pilote Lambert et le secrétaire général Methey, ancien ingénieur des Services techniques.
Son siège social était au 23, rue de l'Amiral-d'Estaing à Paris (16e) et ses bureaux au 23, rue de la Paix à Paris (2e). Elle était basée opérationnellement sur Paris-Orly.
Elle était présidée par Paul Henri Bernard dès 1946 jusqu'en 1960.
Elle commençait ses vols le 1er juillet 1946 entre Paris et Londres en transportant pour Air France des denrées périssables en Junkers 52 cédés en location-vente par le ministère de l’Air puis le trafic évolue vers l'Afrique avec le rapatriement en métropole de nombreuses personnes bloquées par la guerre.
Ces bons résultats permettent et rendent nécessaire l'achat de trois Bristol 170 en 1947.
Elle achetait rapidement des Douglas DC-3, DC-4 puis DC-6.
Le 05 octobre 1955, était signé un protocole d'accord entre Air France, TAI et UAT (Union aéromaritime de transport) qui organisait la concurrence entre ces trois compagnies aériennes françaises et ceci à compter du 1er janvier 1956. TAI avait alors vocation à assurer les liaisons internationale vers le sud de l'Asie entre Saïgon et l'Océanie puis Pacifique dont Los Angeles.
En 1960, Paul Henri Bernard décédait et c'était le Général Georges Fayet qui prenait la direction de la compagnie.
La république Malgache, la TAI et Air France réorganisèrent Air Madagascar dont les premières liaisons en janvier 1961, entre Antananarivo et Paris furent assurées en Douglas DC-7 affrété à TAI.
Le 02 août 1961, les présidents de TAI et UAT signaient un accord commun qui organisait la fusion des deux compagnies dans les deux ans à venir.

## Fusion avec l'Union aéromaritime de transport
Le 27 juin 1963, TAI a fusionné avec l'Union aéromaritime de transport, donnant la compagnie Union de transports aériens connue sous le signe "UTA" avec effet au 1er janvier 1964.
TAI quittait l'aéroport de Paris-Orly pour l'aéroport du Bourget.

## Lignes
Au début des années 1950, les lignes de TAI sont :
- Paris - Tunis - Damas - Karachi - Bangkok - Saïgon - Hanoï,
- Paris - Alger - Fort-Lamy - Douala - Brazzaville - Tananarive,
- Paris - Casablanca - Bamako - Abidjan,
- Paris - Casablanca - Bamako - Dakar.

En 1957, la ligne de Saigon est prolongée vers Darwin, Brisbane, Nouméa et Auckland.
Pendant la construction d'un aéroport à Tahiti, TAI commence à desservir Bora Bora en 1958. Le premier vol entre la métropole et Tahiti en Douglas DC-6B intervenait le 28 septembre 1958 et le 1er vol entre Tahiti et la métropole via Los Angeles en DC-7C le 06 mai 1960.
Jusqu'à l'ouverture de cet aéroport en 1960, Bora Bora est desservie par des hydravions Short Solent. En 1957, un Douglas DC-3 de la compagnie dessert également l'aéroport de Wallis-Hihifo.

## Flotte

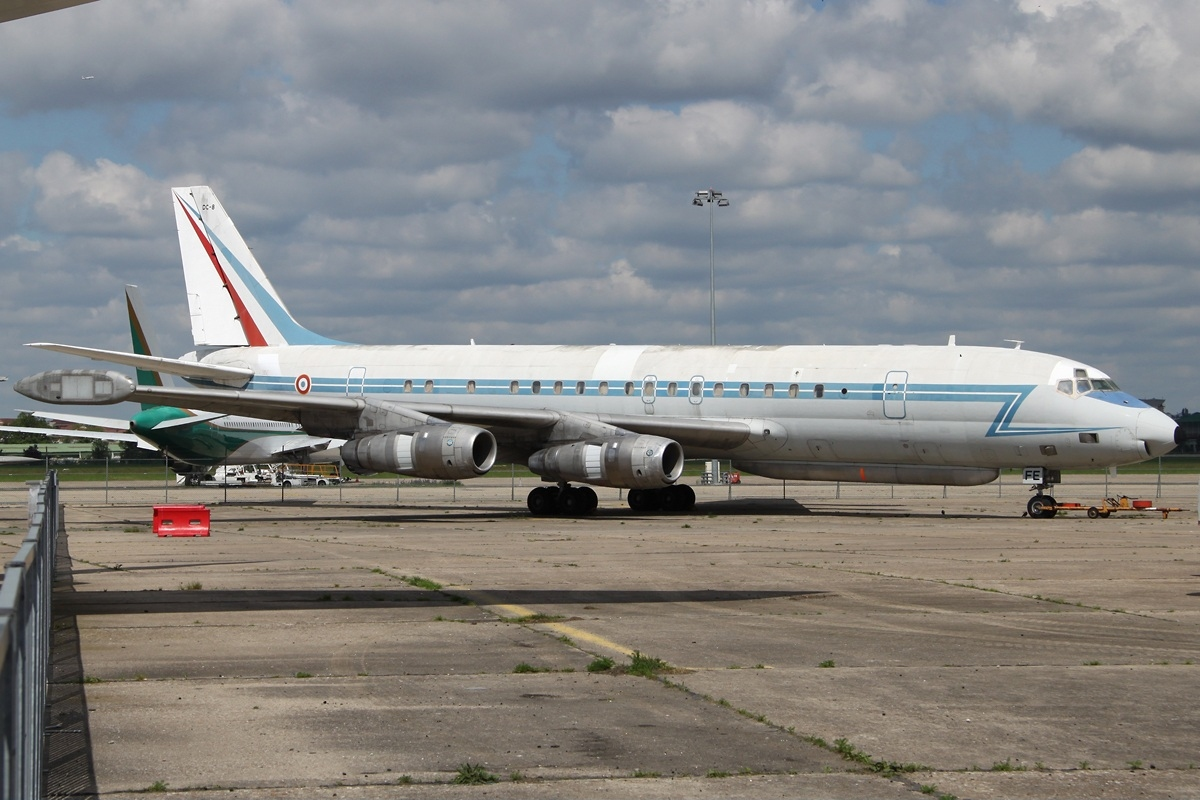
DC-8-53 Sarigue préservé au musée du Bourget

Dans les années 1950, la flotte de TAI comprend des SNCASE SE-2010 Armagnac, des Douglas DC-4 et des Douglas DC-6 avec une livrée vert clair. Après avoir acquis des Douglas DC-7C, TAI commande ses premiers appareils à réaction : trois Douglas DC-8-30 reçus en 1960, qui seront utilisés dans le Pacifique Sud, notamment sur des vols Los Angeles - Papeete, ce qui représentait alors le plus long vol régulier au-dessus de l'océan. TAI étend alors son réseau à Jakarta en Indonésie. L'arrivée des DC-8 va de pair avec une nouvelle livrée avec des filets verts sur les flancs du fuselage et la dérive de la queue ornée de bandes vertes et blanches avec le sigle "TAI".[réf. souhaitée]
L' Official Airline Guide de février 1959 mentionne onze vols chaque semaine au départ d'Orly : sept DC-6B vers l'Afrique continentale, deux vers Tananarive, un vers Auckland et un vol en DC-7C vers Jakarta.
Ses revenus, voyageurs/kilomètres, en ne comptant que les vols réguliers, sont de 300 millions en 1957 et 369 millions en 1960.
Le second DC-8 livré à TAI, immatriculé à l'origine F-BIUZ, est préservé au Musée de l'Air et de l'Espace, du Bourget depuis 2001. Cet appareil sera transféré à UTA puis supplanté par les DC-8-50 à réacteurs à double flux. L'Armée de l'air le rachète en 1973 pour le centre d'essais en vol où il effectue des expérimentations électroniques jusque dans les années 1990.

## Accidents
Le 20 février 1956, la compagnie aérienne française Transports Aériens Intercontinentaux déplore la perte d'un Douglas DC-6B, victime d'un crash en pleine nuit, ce dernier heurtant une dune, non loin du Caire. Bilan de l'accident : quarante-neuf voyageurs et trois membres d’équipage perdent la vie. Le pilote Charles Billet aurait demandé à son copilote, Robert Rolland, de faire une approche sans visibilité en guise d'exercice d’entraînement.
Le 24 septembre 1959, le DC-7C F-BIAP assurant le vol Paris - Abidjan s'écrase au décollage lors de l'étape Bordeaux - Bamako. L'appareil décollant de nuit, sans phares, cesse rapidement de grimper et commence à perdre de l'altitude, percutant des pins avant de s'écraser dans une forêt, à 1 050 m de la piste 23 de l'extrémité de la piste de l'Aéroport de Bordeaux-Mérignac. 54 des 65 occupants perdent la vie dans ce crash attribué à une erreur de pilotage lors d'une phase critique du décollage, aggravée par le manque de précision des instruments et l'absence de repères visuels.